# Tricohialina
La tricohialina es una proteína reguladora de filamentos intermedios (IFAP) que se encuentra asociada específicamente a queratinas. Viene codificada por el gen TCHH. Es específica de mamíferos. Fue descubierta en 1903 por H. Voerner. Se ha encontrado su presencia en los folículos pilosos, así como en médula y los estratos granular y córneo de la epidermis. También, en bebés humanos recién nacidos se ha podido ubicar en la epidermis del prepucio, paladar, matriz de las uñas y papilas filiformes del dorso de la lengua. En los roedores se puede encontrar, también, en el rumen.

## Estructura y función
La tricohialina contiene una secuencia formada por 1943 aminoácidos y pertenece a la familia de las proteínas S100. Posee una masa molecular de 253925Da. Además, su estructura es en hélice α. Posee 9 dominios proteicos, siendo el último el más conservado entre las especies. Se encarga de unir y regular las queratinas, así como la lámina nuclear. Así, la tricohialina, confiere una resistencia al estrés mecánico y la tracción a las células que la presentan, puesto que su misma función de unión a queratinas también la desempeña la filagrina.